# Pogonioefferia prairiensis
Pogonioefferia prairiensis là một loài ruồi trong họ Asilidae. Pogonioefferia prairiensis được Bromley miêu tả năm 1934. Loài này phân bố ở vùng Tân Bắc giới.